# ترل هیلز (تگزاس)
ترل هیلز، تگزاس (به انگلیسی: Terrell Hills, Texas) یک شهر در ایالات متحده آمریکا با جمعیت ۵٬۰۱۹ نفر است که در تگزاس واقع شده‌است.